# Hemetra Hemi
Hemetra Hemi je bila egipatska princeza 5. dinastije, kćer faraona Unasa, zadnjeg vladara te dinastije. Majka joj je bila Nebet ili Kenut. Bila je sestra kraljice Iput I. i šurjakinja faraona Tetija te teta faraona Pepija I. Merire. Pokopana je u Sakari.